# Claudio di Seyssel
Claudio di Seyssel (Aix-les-Bains, 1458 – Torino, 1º giugno 1520) è stato un arcivescovo cattolico, giurista e letterato italiano, noto anche come primo traduttore in francese di Appiano, Tucidide, Pompeo Trogo ed Eusebio di Cesarea.

## Biografia
Era il figlio naturale dell’omonimo maresciallo di Savoia e governatore di Piemonte, Claudio di Seyssel, e di Guglielma de la Motte.
Studiò giurisprudenza prima all'università di Torino e poi a quella di Pavia con Giasone del Maino; a Torino divenne professore assumendo la cattedra del suo maestro Giacomino da San Giorgio.
Dal 1501 al 1512 fu amministratore apostolico della diocesi di Lodi, per l'esilio inflitto al vescovo Ottaviano Maria Sforza. Durante tale periodo, promosse lavori di ammodernamento e restauro della cattedrale della città: ancor oggi la facciata con il nuovo rosone e le due nuove bifore è essenzialmente quella da lui voluta.
Già vescovo di Marsiglia, dal 1515, Claudio di Seyssel, in passato membro attivo della vita politica tra Savoia e Francia, venne indicato come uno dei possibili candidati al seggio arcivescovile di Torino dal duca di Savoia Carlo II, sotto la pressione della madre Bianca di Monferrato. L'11 maggio 1517, Claudio, rinunciando al titolo di vescovo di Marsiglia, fu trasferito all'arcidiocesi di Torino.
Attivamente impegnato nella conversione delle comunità valdesi delle valli montane, specie intorno a Pragelato, Claudio di Seyssel dedicò loro infinite attenzioni, prima di essere richiamato a Torino da Carlo II, che così lo nominava consigliere ducale. Quest'incarico limitò la sua attività pastorale, forse, ma certamente non la sua passione per lo scrivere: redasse infatti due volumi, tra cui un trattato dal titolo De Divina Providentia.
Il 17 maggio 1520 fece testamento e il 1º giugno morì. Il suo funerale fu celebrato con grande solennità per volontà di Andrea Provana, con la presenza del duca di Savoia. Nella sagrestia del Duomo di Torino vi è il suo sepolcro con monumento funebre, opera, risalente al 1526, dello scultore Matteo Sanmicheli.
Tradusse per primo in francese la Storia romana di Appiano, la Guerra del Peloponneso di Tucidide, le Historiae Philippicae di Pompeo Trogo e la Storia ecclesiastica di Eusebio di Cesarea, anche se le sue traduzioni (eseguite dal latino) furono tutte pubblicate postume.

## Opere

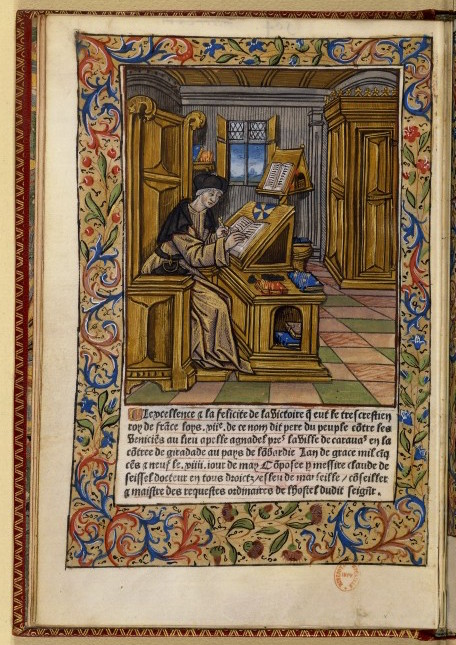
Ritratto di Claudio di Seyssel, intento a scrivere, miniato al verso della prima carta de La Victoire du Roy contre les Véniciens, postincunabolo celebrativo della vittoria di Luigi XII nella battaglia di Agnadello.

- Speculum feudorum, Milano 1508.
  - (LA) Speculum feudorum, Basel, Thomas Guarin, 1566.
- La Victoire du Roy contre les Véniciens, Parigi, Antoine Vérard, 1510.
- La grant monarchie de France, Parigi, Regnault, 1519.
- Adversus errores et sectam Valdensium disputationes, Parisiis, in aedibus Reginaldi Chaudiere, 1520.
- Tucidide, L'Histoire de la guerre, qui fut entre les Peloponnesiens et Atheniens, translatee en langue Francoyse par feu messire Claude de Seyssel, Parigi, Iosse Badius, 1527.
- Eusebio di Cesarea, L'Histoire ecclesiastique translatee de Latin en Francois par messire Claude de Seysse, Parigi, maistre Geofroy Tory de Bourges, 1532.
- Appiano di Alessandria, Des Guerres des Rommains livres XI, assavoir le Libyque, le Syrien, le Parthique, le Mithridatique, le Illyrien, le Celtique et cinq des Guerres civiles. Le tout traduict en Francoys par feu m. Claude de Seyssel, Lione, Antoine Constantin, 1544.
- Pompeo Trogo, Les Histoires uniuerselles, abbregees par Iustin historien, traslatees de Latin en Francois par Messire Claude de Seyssel, Parigi, Imprimerie de Michel de Vascosan, 1559.

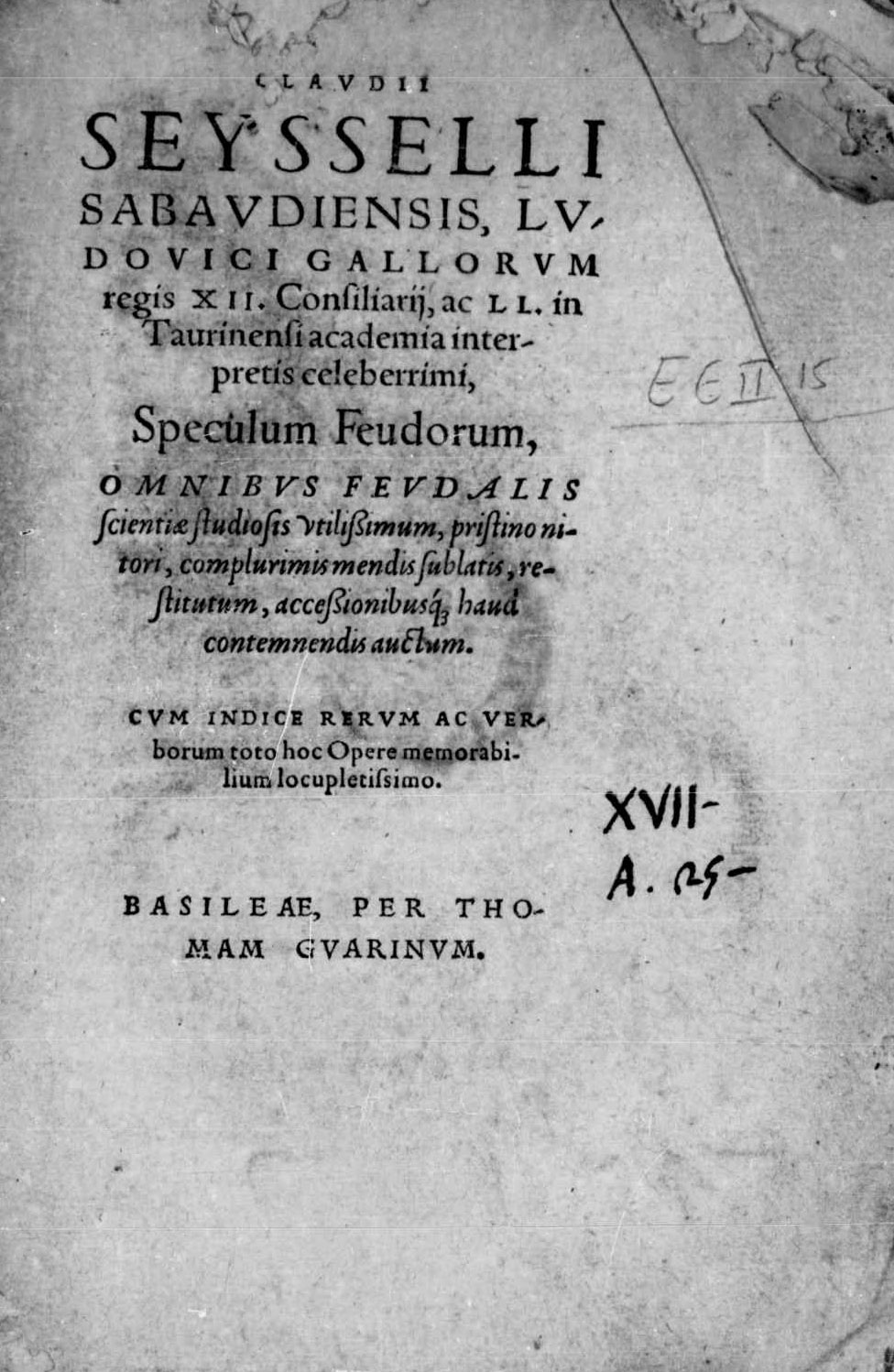
Speculum feudorum, 1566

## Stemma
| Immagine | Blasonatura                                                                                           |
| -------- | --- |
| \| \|    | Claudio di Seyssel Arcivescovo di Torino Grembiato d'oro e d'azzurro a otto pezze Motto: Fran et leal |
|          | |